# Elme-familien
Elme-familien (Ulmaceae) er udbredt med 18 slægter udbredt i i alle verdensdele undtagen Australien og Antarktis. De fleste arter findes dog i Asien. Det er løvfældende eller stedsegrønne træer eller buske med spredte blade og vingede nødder. Alle planter af Elme-familien angribes af det symbiotiske skadegørerpar: Elmesyge (Ophiostoma ulmi) + Elmebarkbille (Scolytus sp.) Her omtales kun de slægter, der er repræsenteret ved arter, som er vildtvoksende eller dyrket i Danmark.
| Slægter |

- Ampelocera
- Chaetachme
- Elm (Ulmus)
- Hemiptelea
- Holoptelea
- Phyllostylon
- Planera
- Zelkova